# Lasiopa peleteria
Lasiopa peleteria är en tvåvingeart som beskrevs av Brulle 1833. Lasiopa peleteria ingår i släktet Lasiopa och familjen vapenflugor.
Artens utbredningsområde är Grekland. Inga underarter finns listade i Catalogue of Life.